# Баня-Лукская фондовая биржа
Баня-Лукская фондовая биржа (серб. Бањалучка берза, босн. и хорв. Banjalučka berza) — фондовая биржа в Баня-Луке, Босния и Герцеговина. Была учреждена 9 мая 2001 года.

## Деятельность
В 2006 году на бирже имели листинг акции 807 компаний, а капитализация рынка акций составила 5,3 млрд долларов США.